# Cerastium dubium
Cerastium dubium là loài thực vật có hoa thuộc họ Cẩm chướng. Loài này được (Bastard) Guépin mô tả khoa học đầu tiên năm 1838.